# Michael Carbajal
Michael Carbajal, född den 17 september 1967 i Phoenix, Arizona, är en amerikansk boxare som tog OS-silver i lätt flugviktsboxning 1988 i Seoul. I finalen förlorade han med 0-5 mot bulgariske Ivailo Marinov.